# 高田山惠助
高田山 惠助（たかだやま けいすけ、1917年3月25日 - 1983年12月7日）は、岩手県東磐井郡千厩町（現・一関市）出身の昭和時代の元大相撲力士。白玉部屋→芝田山部屋→高田川部屋→高砂部屋所属。本名は金野 恵助。最高位は東十両8枚目。得意技は右四つ、寄り。

## 経歴
同郷の横綱宮城山が引退直後に部屋を興した白玉部屋（のち芝田山部屋）に入門。1931年5月場所に初土俵を踏んだ。当初の四股名は師匠が以前名乗った「岩手川」。幕下時代の1940年1月場所に「高田山」と改名した。1941年5月場所に十両に昇進。この場所8勝7敗と勝ち越した。翌1942年1月場所には東十両8枚目まで番付を上げたが、右膝を捻挫して途中休場。幕下に陥落、その後は勝ち越すことなく1944年1月場所で廃業した。十両陥落後の1943年に師匠の宮城山が死去、高田川部屋に移籍、更に高田川部屋の師匠も間もなく死去したため、高砂部屋に移籍した。
廃業後は帰郷し、酒造会社や工務店などに勤務し、地元の小学生に相撲を指導した。
1983年に66歳で死去した。

## 主な成績
- 通算成績：74勝83敗18休 勝率.471
- 十両成績：11勝10敗9休 勝率.524
- 現役在位：21場所
- 十両在位：2場所

### 場所別成績
| 1931年 （昭和6年） | x                       | x | （前相撲）         | x |
| 1932年 （昭和7年） | x                       | x | x                  | x |
| 1933年 （昭和8年） | x                       | x | x                  | x |
| 1934年 （昭和9年） | x                       | x | 西序二段20枚目 2–4 | x |
| 1935年 （昭和10年） | 東序二段22枚目 1–5      | x | 東序二段30枚目 4–2 | x |
| 1936年 （昭和11年） | 西三段目32枚目 5–1      | x | 東三段目7枚目 4–2  | x |
| 1937年 （昭和12年） | 東幕下25枚目 2–0–9      | x | 東幕下21枚目 5–8   | x |
| 1938年 （昭和13年） | 東幕下31枚目 8–5        | x | 東幕下15枚目 2–5   | x |
| 1939年 （昭和14年） | 西幕下27枚目 4–3        | x | 東幕下16枚目 4–4   | x |
| 1940年 （昭和15年） | 西幕下15枚目 4–4        | x | 西幕下7枚目 5–3    | x |
| 1941年 （昭和16年） | 東十両14枚目 8–7        | x | 東十両8枚目 3–3–9  | x |
| 1942年 （昭和17年） | 東幕下3枚目 3–5         | x | 西幕下10枚目 2–6   | x |
| 1943年 （昭和18年） | 西幕下24枚目 2–6        | x | 東幕下42枚目 3–5   | x |
| 1944年 （昭和19年） | 東幕下51枚目 引退 3–5–0 | x | x                  | x |
| 各欄の数字は、「勝ち-負け-休場」を示す。 優勝 引退 休場 十両 幕下 三賞：敢=敢闘賞、殊=殊勲賞、技=技能賞 その他：★=金星 番付階級：幕内 - 十両 - 幕下 - 三段目 - 序二段 - 序ノ口 幕内序列：横綱 - 大関 - 関脇 - 小結 - 前頭（「#数字」は各位内の序列） |                         |   |                    |   |

## 改名歴
- 岩手川（いわてがわ）1931年5月場所 - 1939年5月場所
- 高田山 惠輔（たかだやま けいすけ）1940年1月場所 - 1941年1月場所
- 高田山 惠助（たかだやま けいすけ）1941年5月場所 - 1944年1月場所